# Vurberk
Vurberk – wieś w Słowenii, w gminie Duplek. W 2018 roku liczyła 453 mieszkańców.